# San José de la Esquina
San José de la Esquina is een plaats in het Argentijnse bestuurlijke gebied Caseros in de provincie Santa Fe. De plaats telt 6.926 inwoners.